# زرشک نیزه‌ای
زرشک نیزه‌ای (نام علمی: Berberis lanceolata) نام یک گونه از سرده زرشک است.